# Корсиканская мафия
Корсиканская мафия — организованные преступные группировки, базирующиеся на Корсике. Является одной из самых влиятельных структур организованной преступности во Франции, также она активна в некоторых странах Африки и Латинской Америки.

## История
С 1950-х до начала 1970-х годов основные преступные группировки Корсики организовали торговлю героином между Францией и США. Представители властей США называли эти группировки «Unione Corse».
После того, как этот канал наркоторговли прекратил существование, многие корсиканские группировки, занимающиеся торговлей героином, были расформированы. Но развитие корсиканской мафии продолжилось в нескольких видах незаконной деятельности (ограбление, рэкет, казино, незаконные автоматы, различная торговля наркотиками и сутенерство). Современная корсиканская мафия состоит из многих группировок, таких как Бриза де Мер, Valinco (также известная как «семья Джин Дже Колонны»), «Маленький Бар», Venzolasca, «корсиканская толпа Марселя» и другие группировки. С 2007 года ожесточенный конфликт между различными корсиканскими группировками привел к около 102 убийствам в Корсике.
Одна из самых главных группировок корсиканской мафии — группировка Бриза де Мера.

## В массовой культуре
- Французский фильм «Пророк» (2009).
- Исследование истории корсиканской мафии с 1930-х годов по настоящее время «Les Parrains Corses», Дж. Фоллороу, В. Нузиллом.